# ادوین میدلتون
ادوین میدلتون (انگلیسی: Edwin Middleton; 1865 – ۱۷ ژوئن ۱۹۲۹) کارگردان فیلم و فیلم‌نامه‌نویس اهل ایالات متحده آمریکا بود.
از فیلم‌هایی که وی در آن‌ها نقش داشته‌است، می‌توان به عاشقان اتل و آتش‌سوزی جنگل اشاره نمود.